# Eyserheide
Eyserheide (Limburgs: Ezerhei) is een gehucht in de gemeente Gulpen-Wittem, in het zuiden van de Nederlandse provincie Limburg. De naam verwijst naar een heide die hier vroeger lag. Het gehucht telt circa 85 inwoners.
Eyserheide ligt in het Zuid-Limburgse Heuvelland en is ook wel bekend vanwege de Eyserbosweg, een steile helling ten zuiden van het gehucht die elk jaar beklommen wordt door de Amstel Gold Race. Aan de westkant van de Eyserbosweg ligt het Eyserbos op de Eyserberg met ernaast de Zendmast Eys. Het gehucht ligt samen met de naburige gehuchten Elkenrade en Mingersborg op een heuvelrug, onderdeel van het Plateau van Ubachsberg, met evenwijdig aan de noordzijde het Droogdal van Colmont. Aan de westkant van Eyserheide begint de Elkenradergrub in te snijden in het plateau, in het zuidoosten de Grachterdalgrub.

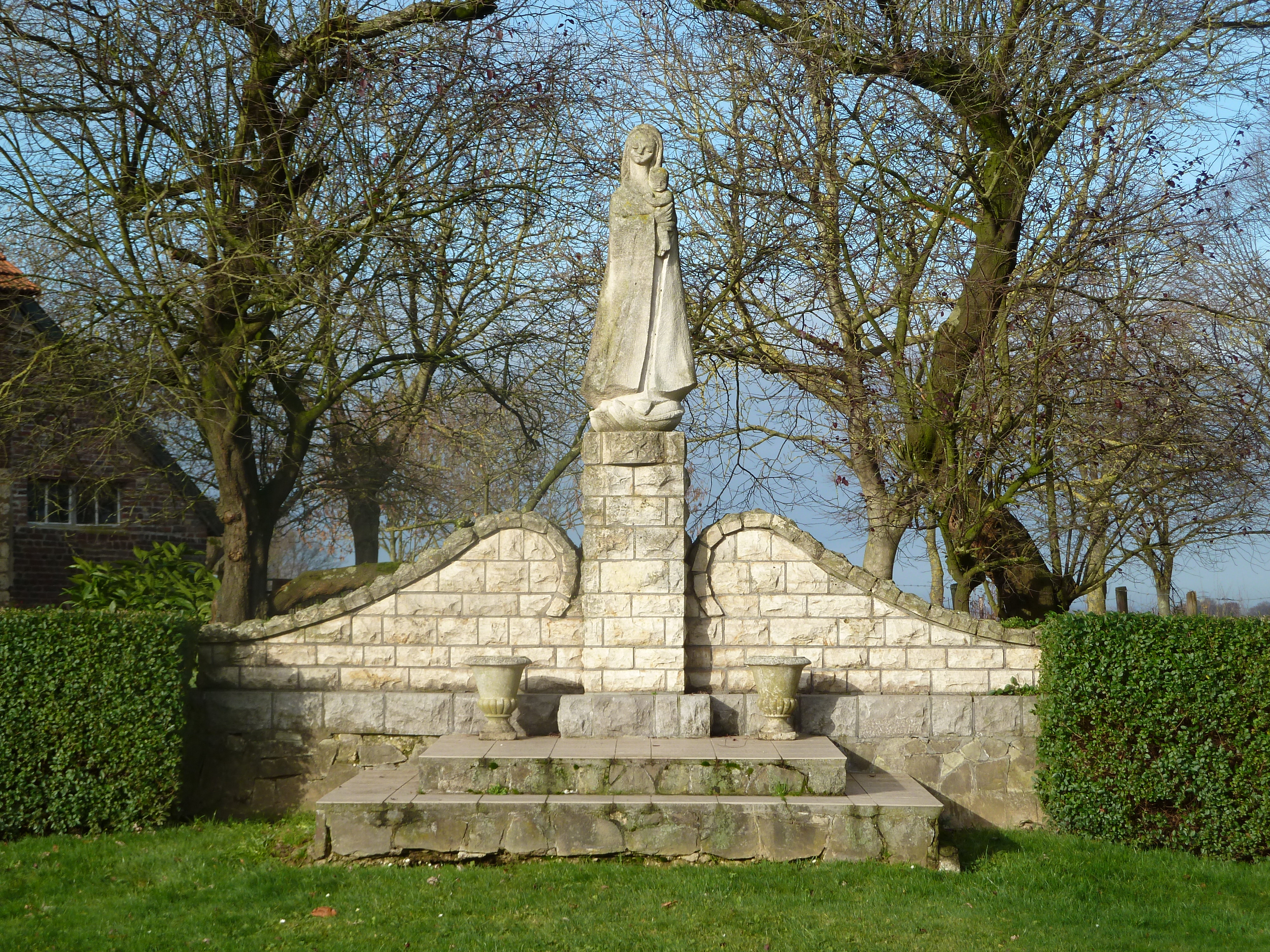
Beeld in de buurtschap
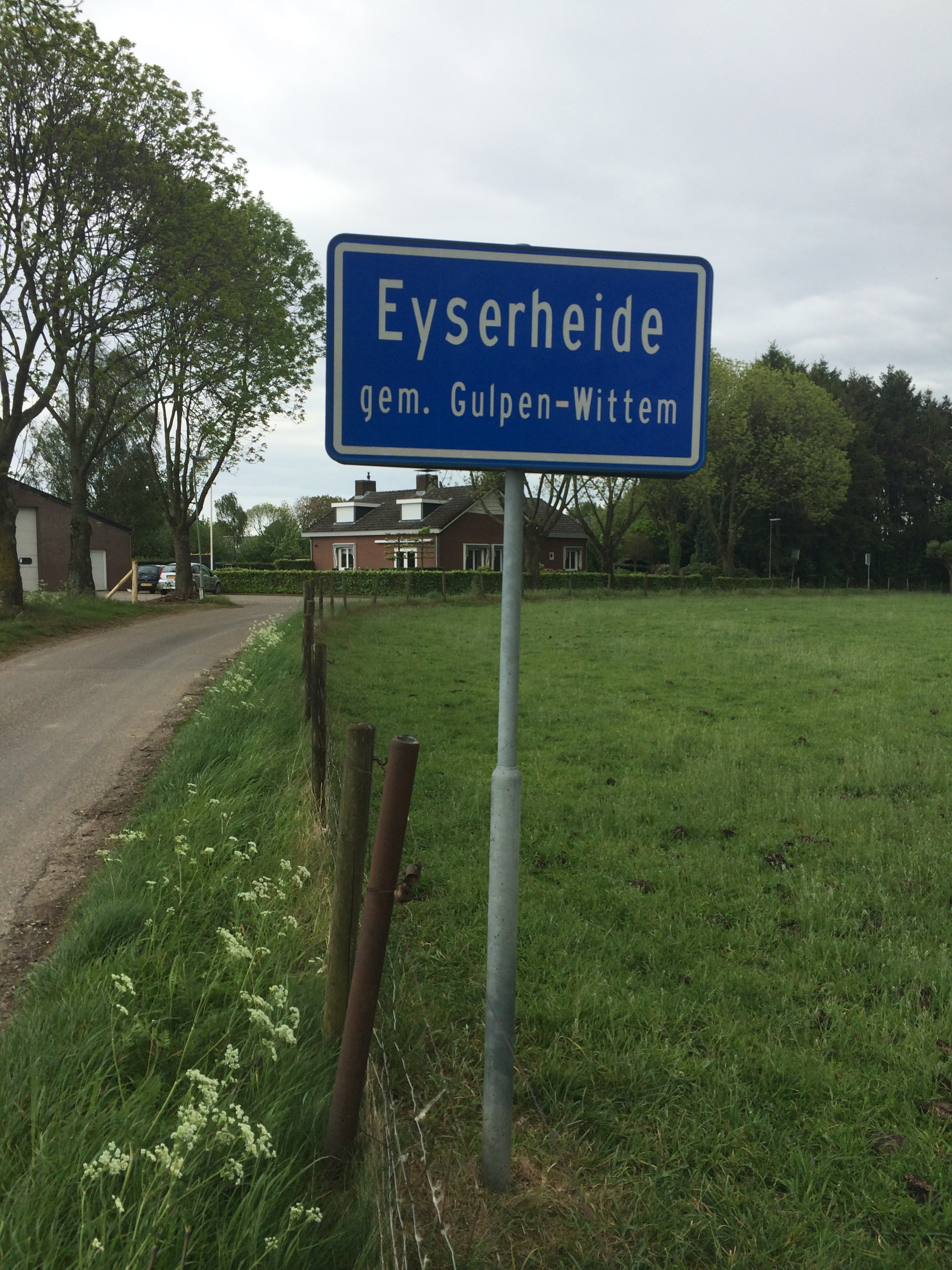
Bord bij de grens van het dorp
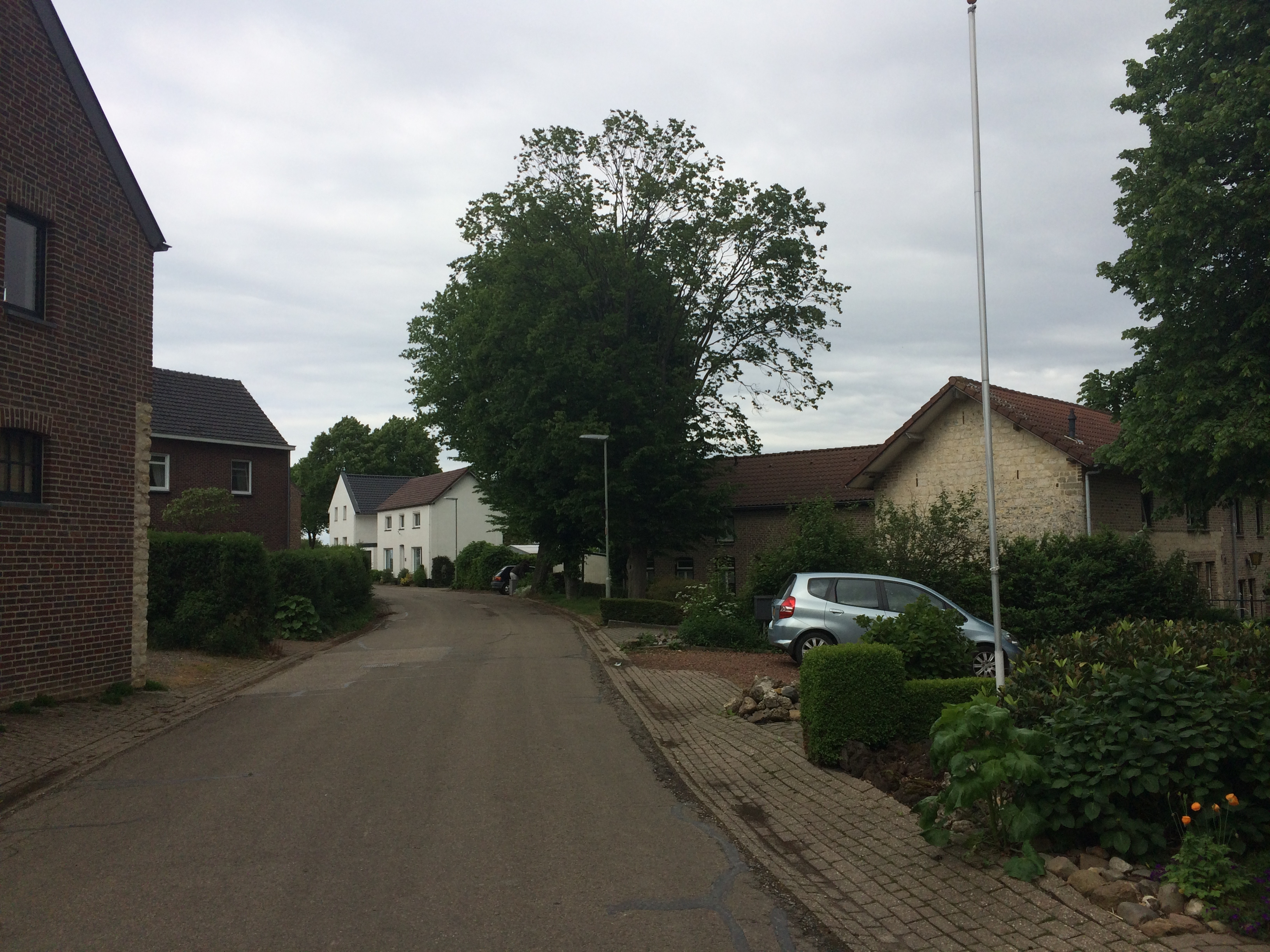
Dorpsgezicht

## Rijksmonumenten in Eyserheide
In het gehucht zijn vier rijksmonumenten te vinden.

rijksmonumenten van Eyserheide
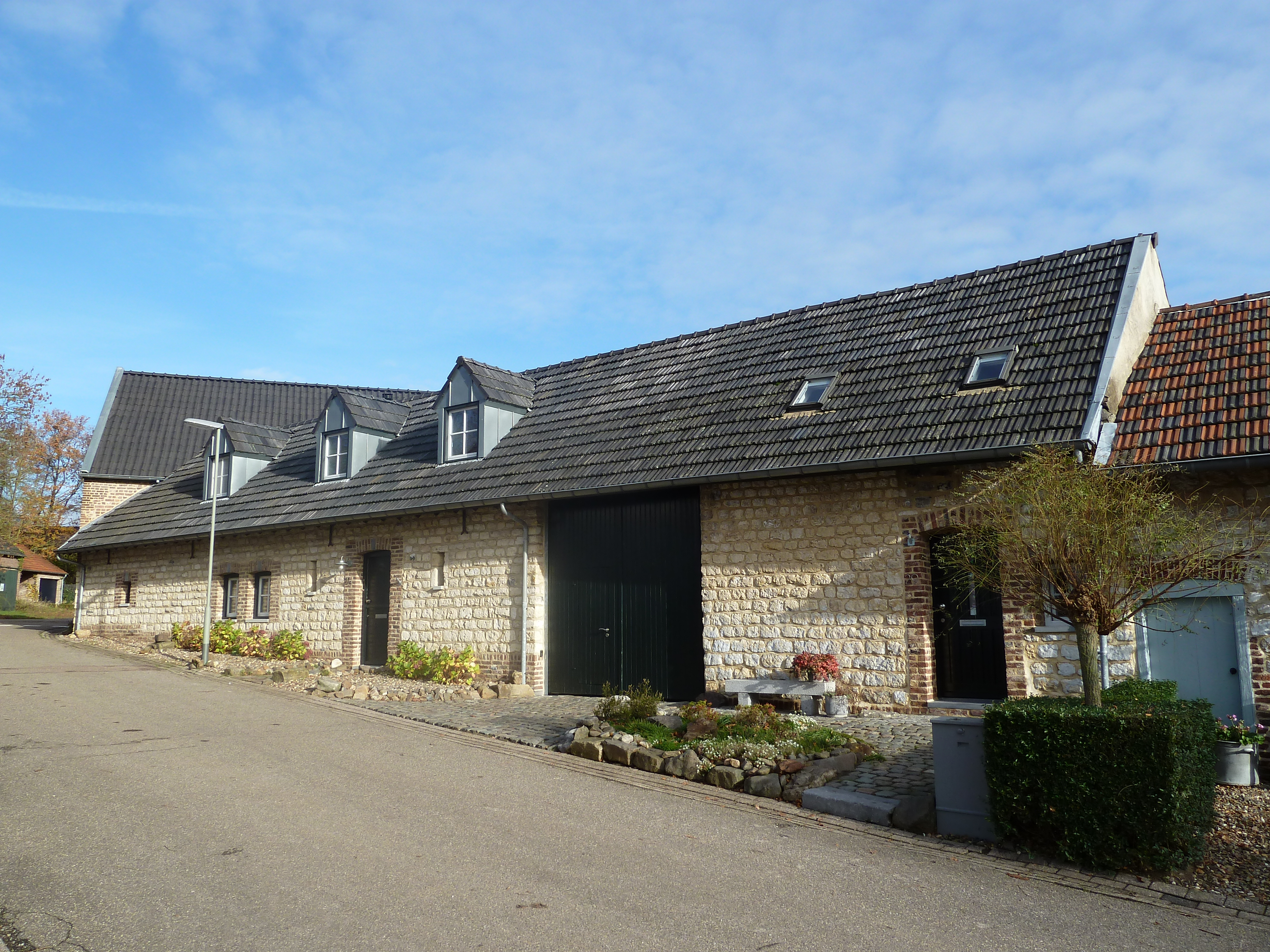
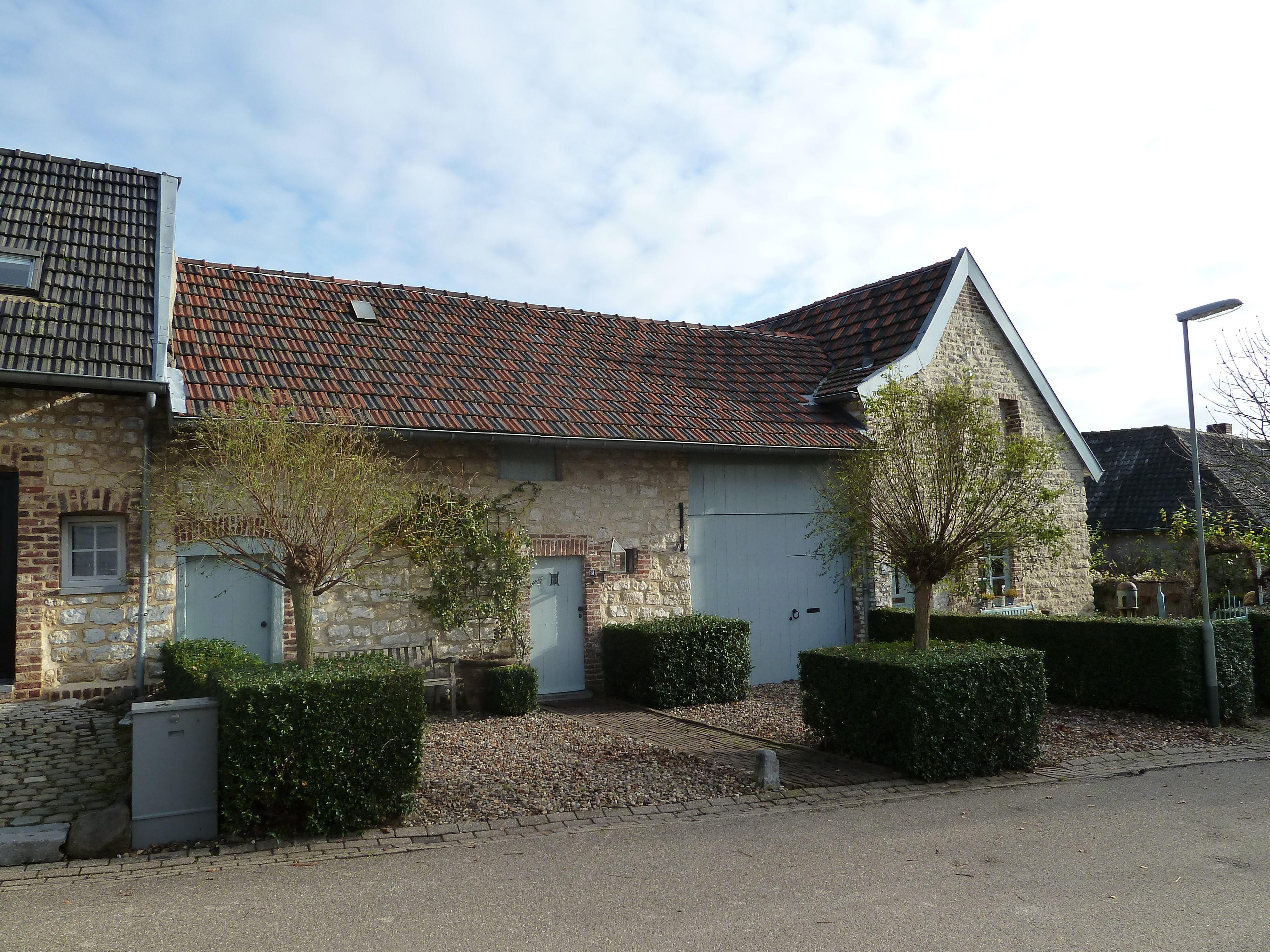
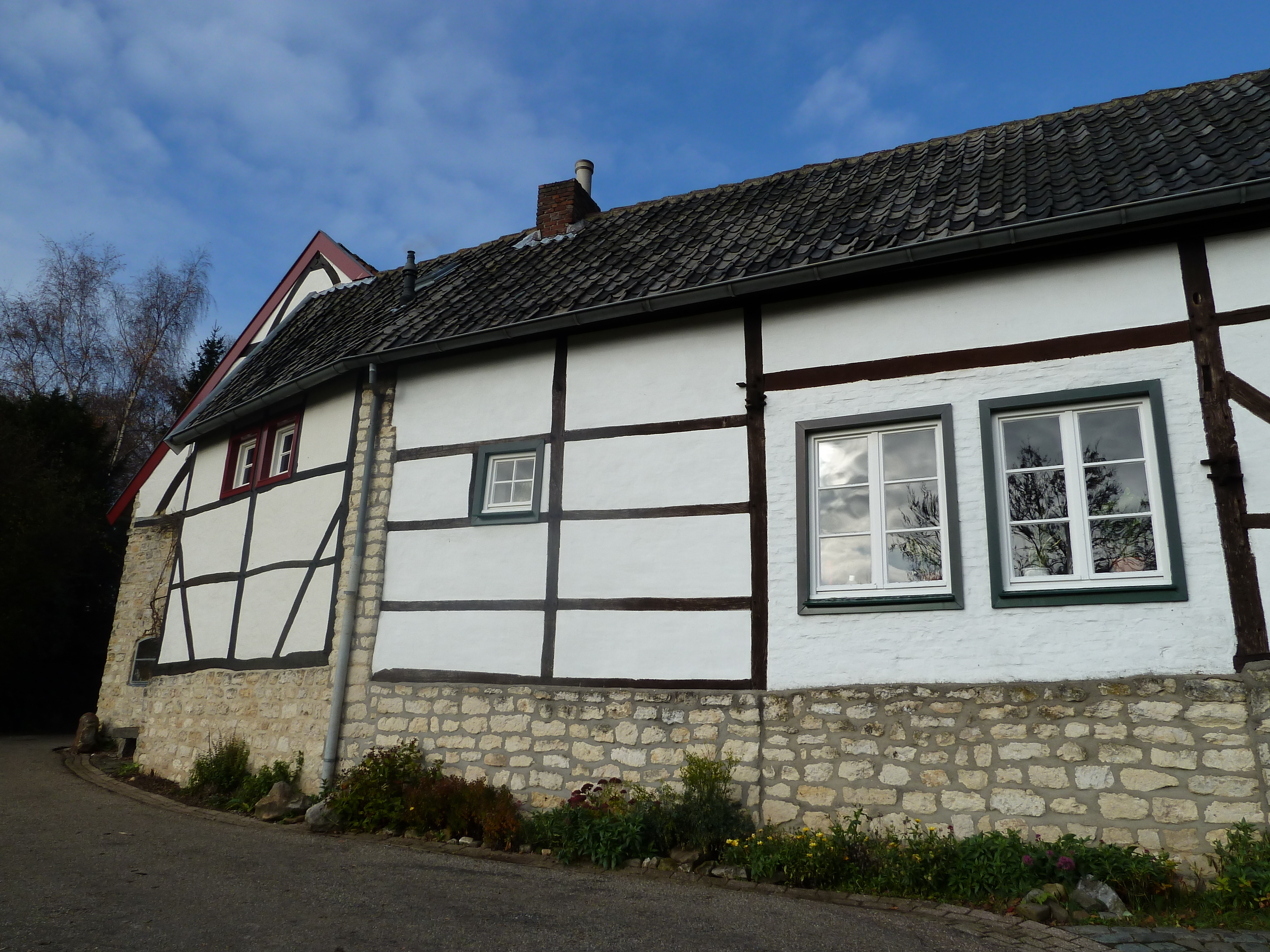
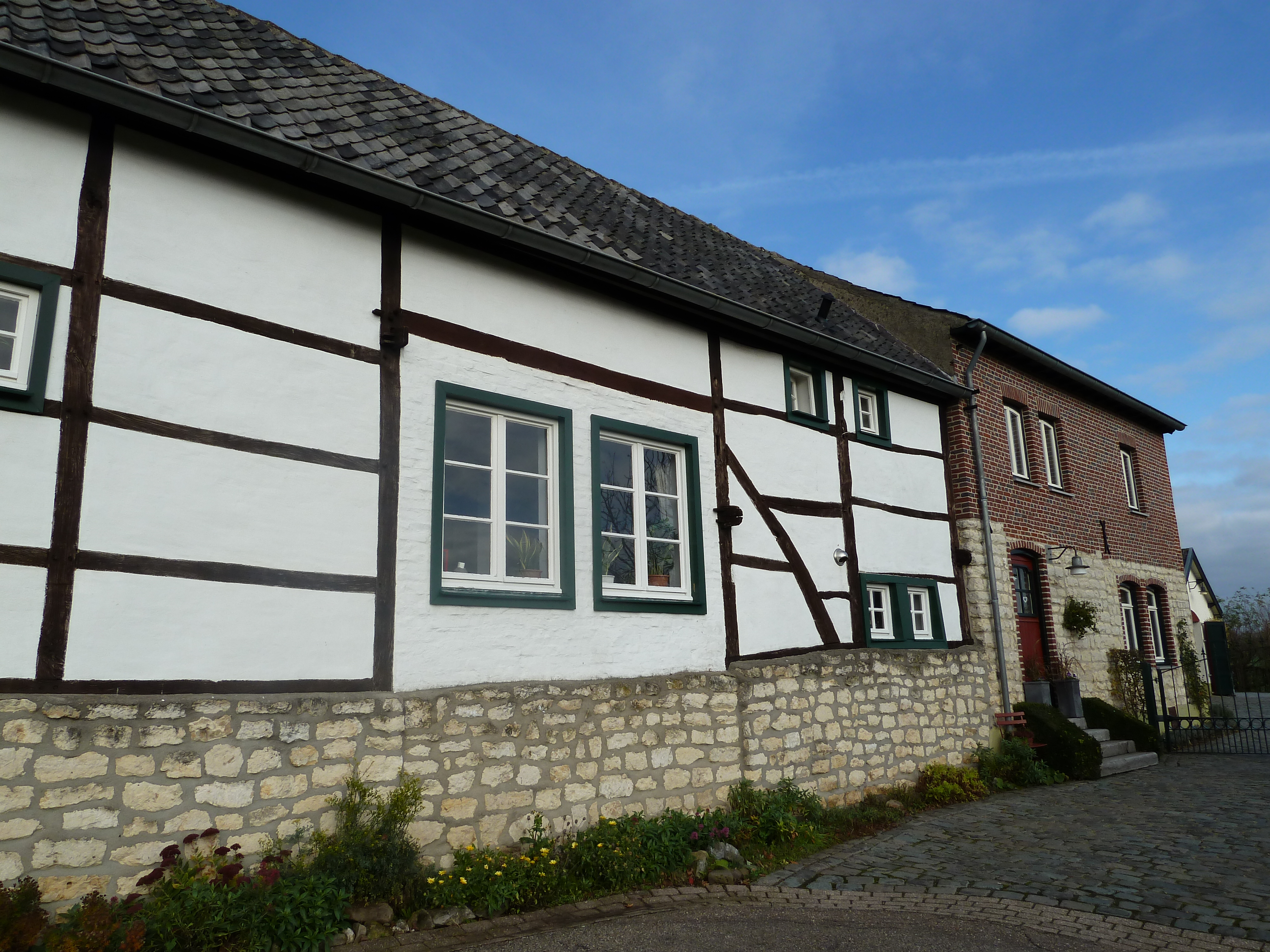

Dorpen: Epen · Eys · Gulpen · Mechelen · Nijswiller · Partij-Wittem · Reijmerstok · Slenaken · Wahlwiller · Wijlre

Gehuchten en buurtschappen: Beertsenhoven · Berghem · Berghof · Beutenaken · Billinghuizen · Bissen · Bommerig · Broek · Cartils · Crapoel · Dal · Diependal · Elkenrade · Elzet · Eperheide · Etenaken · Euverem · Eyserhalte · Eyserheide · Gracht Burggraaf · Heijenrath · Helle · Hilleshagen · Höfke · Hoogcruts · Hurpesch · De Hut · Ingber · Kapolder · Kleeberg · Klein-Kullen · Klein-Kuttingen · Kosberg · Kuttingen · Landsrade · Overeys · Overgeul · Partij · Pesaken · De Piepert · Plaat · Schilberg · Schweiberg · Sinselbeek · Stokhem · Terpoorten · Terziet · Trintelen · Waterop · Wittem

Limburg: Steden en dorpen      Nederland: Provincies · Gemeenten